# 上杉房能
上杉 房能（うえすぎ ふさよし）は、戦国時代の守護大名。越後国守護。越後上杉家7代当主。

## 略歴
文明6年（1474年）、上杉房定の子として誕生。元服の際、守護代・長尾能景が烏帽子親となり、能の一字を取り、房能と名乗る。
長兄・定昌は早世し、次兄・顕定が山内上杉家の養子となり関東管領に就任したため、明応3年（1494年）に病没した父の跡をついで越後守護となる。守護代の長尾能景の補佐を受けるが、越後上杉家の戦国大名化を目指して明応7年（1498年）に守護不入特権の停止を命じるなど、在地領主の特権の制約を図ったために能景らと対立する。
また、文亀2年（1502年）には幕臣の伊勢盛種の所領である松山保（現在の新潟県十日町市）に房能の命を受けた長尾輔景が入部を強行する事件を起こしている。これも守護による介入を図ると共に、当時上杉氏と対立関係が生じつつあった伊勢宗瑞（北条早雲）に対する牽制であった可能性もある（盛種は宗瑞の同族）。
永正3年（1506年）9月、それでもなお守護代としては忠実であった能景が、越中国において神保慶宗の裏切りのため一向一揆に敗死させられると、能景の子・為景がその跡を継いだ。
永正4年（1507年）、為景は房能の養子・定実を擁し房能に公然と反旗を翻す。8月2日に定実・為景の軍勢に拠点を急襲され、顕定を頼り関東へ向かった。しかし、逃れる途上に直峰城に立ち寄ったが為景軍の追撃を受けて松之山に逃れ、8月7日午後2時頃に天水越で自刃した（永正の乱）。
十日町市松之山天水越に房能を弔った管領塚が存在する。